# Jimmy Harrop
James „Jimmy“ Harrop (* 5. Februar 1884 in Heeley; † 25. Mai 1954 in Sheffield) war ein englischer Fußballspieler. Als Mittelläufer bestritt er zwischen 1908 und 1921 insgesamt 286 Erstligaspiele für den FC Liverpool und Aston Villa. Er gewann mit beiden Teams jeweils die Vizemeisterschaft sowie darüber hinaus mit den „Villans“ 1913 und 1920 zweimal den FA Cup.

## Sportlicher Werdegang
Harrop wurde in der Nähe der Stadt Sheffield in Heeley geboren und spielte ab dem Alter von 14 Jahren Fußball in dem kleinen Verein Meersbrook Albion in der Abbeydale and District League. Nach einem Jahr wechselte er zu Heeley St. Peter’s in die Heeley and District League, bevor es ihn nach weiteren 12 Monaten für zwei Jahre zu Kent Road Mission verschlug. Deren Mannschaft war in der Sheffield Sunday School League aktiv und dazu machten die „Missioners“ damit auf sich aufmerksam, dass sie das Finale der Abbeydale and District League gewannen. Harrop war jedoch zu dieser Zeit nicht nur fußballerisch unterwegs, sondern betätigte sich in den Sommermonaten auch erfolgreich im Cricket. Es folgte im Jahr 1902 ein Engagement bei den Ranmoor Wesleyans in der Sheffield Minor League, wo er sich erstmals in defensiveren Rollen wiederfand. Nachdem er hier zuerst in die Abwehrformation zurückgezogen worden war, fand er in der zentralen Halbposition als Mittelläufer seine künftige Idealposition. Nach weiteren Erfahrungen in der Reservemannschaft von Sheffield Wednesday (bzw. „The Wednesday“ zu dieser Zeit) setzte er seine Reise ab der Saison 1905/06 mit Denaby United in der Midland League fort. Dort erzielte er als linker Halbstürmer 22 Tore bis Ende Dezember 1905 und zum Ende der Spielzeit schoss er das einzige Tor in einer Partie einer Ligaauswahl gegen die Reserve von Sheffield United, den damals noch amtierenden Meister. In der Saison 1907/08 war er ebenfalls in der Midland League für Rotherham Town aktiv, wobei er nach anfänglichen Partien als rechter Halbstürmer erneut auf die zentrale Halbposition zurückgezogen und nach guten Leistungen dort zum Mannschaftskapitän befördert wurde. Dabei fiel er einem Talentscout des FC Liverpool auf, der ihn bereits im Januar 1908 zu den „Reds“ lockte.
In Liverpool stieg Harrop zum designierten Nachfolger von Alex Raisbeck in der Defensivzentrale auf. Mit seiner hohen Spielintelligenz wurde er schnell zur neuen Schaltstelle im Spiel des FC Liverpool. Dazu machte er sich durch sein gutes Aussehen einen Namen, wobei er im Gegensatz zum blonden Raisbeck mit schwarzen Haaren und einem dunkleren Teint südländisches Flair ausstrahlte. Sein Spiel zeichnete sich durch eine gute Technik und einen meist fairen Ansatz aus. Nach seiner Premiere am 18. Januar 1908 gegen die Bolton Wanderers (1:0) war er Teil der Mannschaft, die am 25. März 1908 mit 7:4 spektakulär gegen Manchester United gewann (hier noch an der Seite von Raisbeck) und im direkten Duell mit dem gegnerischen Billy Meredith überzeugte. Harrop, der in den Sommermonaten ein passionierter Angler war, führte die Mannschaft im Jahr 1910 hinter Aston Villa zur Vizemeisterschaft, rangierte aber in den restlichen drei vollen Spielzeiten vor und danach bis Mitte 1912 in der unteren Tabellenhälfte. Gemeinsam mit dem Torhüter Sam Hardy wechselte Harrop dann zu Aston Villa, wobei die beiden gut miteinander befreundet waren und als „die Liverpool-Zwillinge“ bezeichnet wurden.
Sein Einstand bei dem Verein in Birmingham war sehr erfolgreich. Er verpasste in der Saison 1912/13 nur 4 von 38 Ligapartien, gewann ein zweites Mal in seiner Karriere die Vizemeisterschaft und im selben Jahr mit einem 1:0-Finalsieg gegen den AFC Sunderland den FA Cup. Bis zum Ausbruch des Ersten Weltkriegs blieb Harrop Stammspieler bei den „Villans“ und als in der Saison 1919/20 der reguläre Ligaspielbetrieb wieder aufgenommen wurde, hatte Harrop von seiner Ausstrahlung als Führungsspieler nichts verloren. Verletzungsbedingt war sein Beitrag auf dem Weg zum erneuten Pokalsieg 1920 auf die ersten vier Runden beschränkt. Sowohl im Halbfinale gegen den FC Chelsea (3:1) als auch im Endspiel gegen Huddersfield Town (1:0 nach Verlängerung) musste Trainer George Ramsay auf ihn verzichten. Nach noch einmal 23 Pflichtspielen in der Saison 1920/21 wechselte er schließlich innerhalb der höchsten englischen Spielklasse zurück in seine Heimat zu Sheffield United. Dort blieb er ein weiteres Jahr, bevor er bei kleineren Vereinen wie den Burton All Saints und FC Buxton die Laufbahn ausklingen ließ. Im Mai 1954 verstarb Harrop im Alter von 70 Jahren.

## Titel/Auszeichnungen
- Englischer Pokalsieger (2): 1913, 1920